# Gelb-Kiefer
Die Gelb-Kiefer (Pinus ponderosa), auch Gold-Kiefer oder Ponderosa-Kiefer genannt, ist eine Pflanzenart in der Gattung der Kiefern aus der Familie der Kieferngewächse (Pinaceae). In ihrer Heimat im Westen Nordamerikas ist diese winterharte Kiefer ein wichtiger Holzlieferant. Außerdem ist sie der offizielle Staatsbaum des US-Bundesstaates Montana.

## Verbreitung
Die Gelb-Kiefer ist im westlichen Nordamerika in den Rocky Mountains heimisch. Ihr Verbreitungsgebiet erstreckt sich in Nord-Süd-Richtung von British Columbia bis nach Mexiko; östlich reicht das Gebiet bis nach Montana, North Dakota, Nebraska, Colorado und Texas.
In Europa wird die Gelb-Kiefer im forstlichen Versuchsanbau gepflanzt. Obwohl sie in Mitteleuropa winterhart ist, ist sie in Parks eher seltener anzutreffen.
Das Kurzzeichen als Handelsholz nach EN 13556 ist PNPO.

## Beschreibung
Die Gelb-Kiefer ist ein stattlicher immergrüner Baum, der in den günstigsten natürlichen Lagen (Siskiyou Mountains) Wuchshöhen bis zu 70 Meter, meistens jedoch etwa 30 bis 40 Meter erreicht. Er bildet eine kegelförmige Krone aus; auch bei alten Bäumen behält die Krone ihre schlanke, spitze Form. Die Borke ist stark gefurcht und hat glatte, gelblich bis rötlich-braune sowie rosa getönte Platten.
Die Knospen sind rotbraun. Die dunkelgrünen Nadeln stehen zu dritt in Kurztrieben; sie sind etwa 18 bis 22 Zentimeter lang.
Die männlichen Zapfen sind dunkel rotbraun; beim Stäuben im Juni sind sie ungefähr 4 Zentimeter lang.
Die weiblichen Zapfen stehen endständig meist in Gruppen bis zu fünft. Die Zapfen sind zunächst dunkelpurpur und werden später dunkelbraun; sie werden meist 7 bis 10 Zentimeter lang, sind jedoch in Form und Größe ziemlich variabel.
Die Chromosomenzahl beträgt 2n = 24.

## Gelb-Kiefern und Waldbrände
Die Gelb-Kiefer ist besonders gut an leichte Waldbrände angepasst. Untersuchungen von natürlichen Waldbeständen haben gezeigt, dass diese Art im Durchschnitt einmal alle zehn Jahre einen Waldbrand erlebt. Zur Fähigkeit, einem leichten Waldbrand zu widerstehen, trägt auch die bis über fünf Zentimeter dicke Rinde bei.
Typisch für Bestände mit Gelb-Kiefern ist ein Unterwuchs aus Douglasien, die wesentlich feuerempfindlicher sind. Bei den regelmäßigen, natürlichen Waldbränden werden die Douglasien normalerweise vom Feuer zerstört. Da die Bäume dann noch verhältnismäßig niedrig sind, kann ein im Unterwuchs brennendes Feuer in einem Gelb-Kieferbestand nicht auf die Kronen dieser Bäume übergreifen. Natürliche Gelb-Kieferbestände erinnern daher häufig an einen Park, da die Bäume weit auseinanderstehen und sich unter ihnen ein Feuer ausbreitet.
Seit dem frühen 20. Jahrhundert wurden aus Gründen der Waldbewirtschaftung im westlichen Nordamerika zahlreiche Maßnahmen zur Verhinderung von Waldbränden unternommen. Dies hat zu einem wachsenden Bestand an Douglasien geführt, die häufig außerdem zu dicht wachsen. Eine Beseitigung des Unterholzes ist meistens wirtschaftlich nicht sinnvoll. Da die regelmäßigen Feuer unterdrückt werden, sammelt sich über die Jahrzehnte die Menge des Unterwuchses an. Wenn diese große Menge an Biomasse dann einmal Feuer fängt, hat das Feuer so viel Nahrung, dass anders als normalerweise auch die Kronen der Gelbkiefern Feuer fangen. Von dem Schaden können sich die Gelbkiefern häufig nicht mehr erholen.
Waldbrände, die nicht frühzeitig genug bekämpft werden, nehmen daher heute oftmals verheerende Ausmaße an. Die dichten Douglasienbestände brennen sehr intensiv und aufgrund der Größe, die sie mittlerweile erreicht haben, gehen die Brände auf die Kronen der Gelb-Kiefern über. Daraus entstehen regelmäßig Feuerstürme, bei denen die Flammen über 100 Meter hoch in die Luft schlagen und die eine so hohe Temperatur erreichen, dass die Vorräte an Nadelbaumsamen im Erdboden zerstört werden. Solch starken Bränden folgen häufig Muren und Bodenerosionen.
Da der künstliche Dichtstand der Kiefern zusätzlich die Überlebenswahrscheinlichkeit des Bestandes verringert, versucht man heutzutage die Wälder in der Weise umzubauen, dass die Bestandesdichten erreicht werden, die vor der Besiedlung Nordamerikas durch die Alte Welt herrschten.

## Etymologie
Die Artbezeichnung ponderosa ist auf das lateinische Wort „ponderosus“ (deutsch: schwer) zurückzuführen, da das Holz der Gelb-Kiefer ein hohes spezifisches Gewicht hat.

## Systematik
Es gibt bis zu vier Unterarten (bei manchen Autoren sind es Varietäten, einzelne davon auch eigene Arten):
- Pinus ponderosa subsp. benthiama (Hartw.) Silba: Sie ist nach WCSP als Synonym zu Pinus ponderosa subsp. ponderosa zu stellen.
- Pinus ponderosa var. pacifica J.R.Haller & Vivrette: Diese 2011 erstbeschriebene Varietät kommt in Kalifornien vor.[3]
- Pinus ponderosa subsp. ponderosa: Sie kommt vom südwestlichen Kanada bis zu den westlichen Vereinigten Staaten vor.[3]
- Pinus ponderosa subsp. scopulorum (Engelm.) A.E.Murray (Syn.: Pinus ponderosa subsp. brachyptera (Engelm.) Silba): Sie kommt von den westlichen und westlich-zentralen Vereinigten Staaten bis ins nördliche Mexiko vor.[3]

Synonyme von Pinus ponderosa sind: Pinus beardsleyi A.Murray, Pinus benthamiana Hartw., Pinus craigiana A.Murray, Pinus jeffreyi var. ambigua Lemmon, Pinus jeffreyi var. nigricans Lemmon, Pinus nootkatensis Manetti ex Gordon, Pinus parryana Gordon, Pinus ponderosa var. benthamiana (Hartw.) Vasey, Pinus ponderosa f. crispata Schwer., Pinus ponderosa var. nana Beissn., Pinus ponderosa var. nigricans (Lemmon) Lemmon, Pinus ponderosa var. parryana (Gordon) Rob., Pinus ponderosa var. pendula H.W. Sarg., Pinus ponderosa subsp. washoensis (H.Mason & Stockw.) A.E. Murray, Pinus sinclairiana Carrière und Pinus washoensis H.Mason & Stockw.

## Bildergalerie

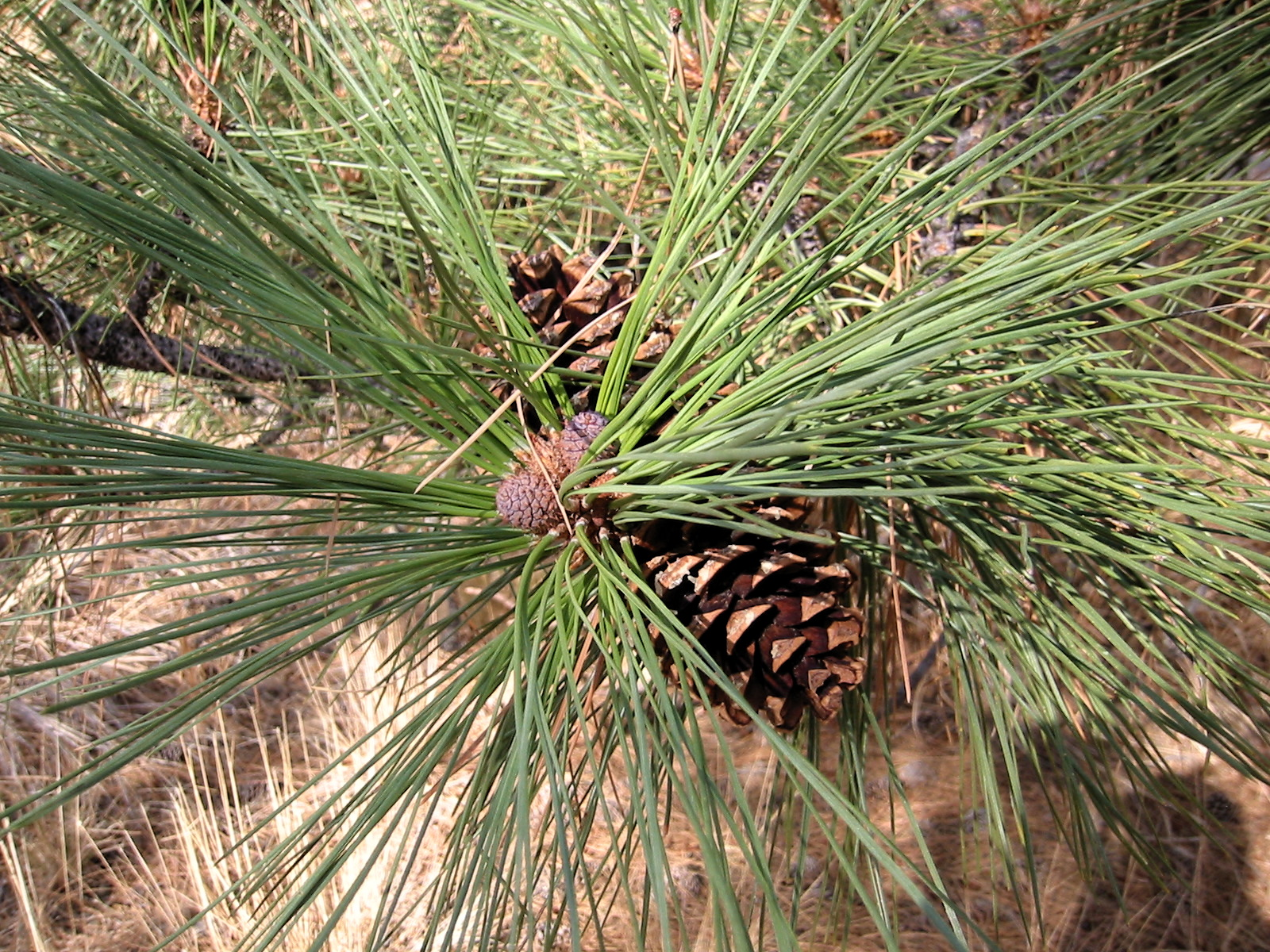
Pinus ponderosa subsp. ponderosa, Klamath Marsh National Wildlife Refuge
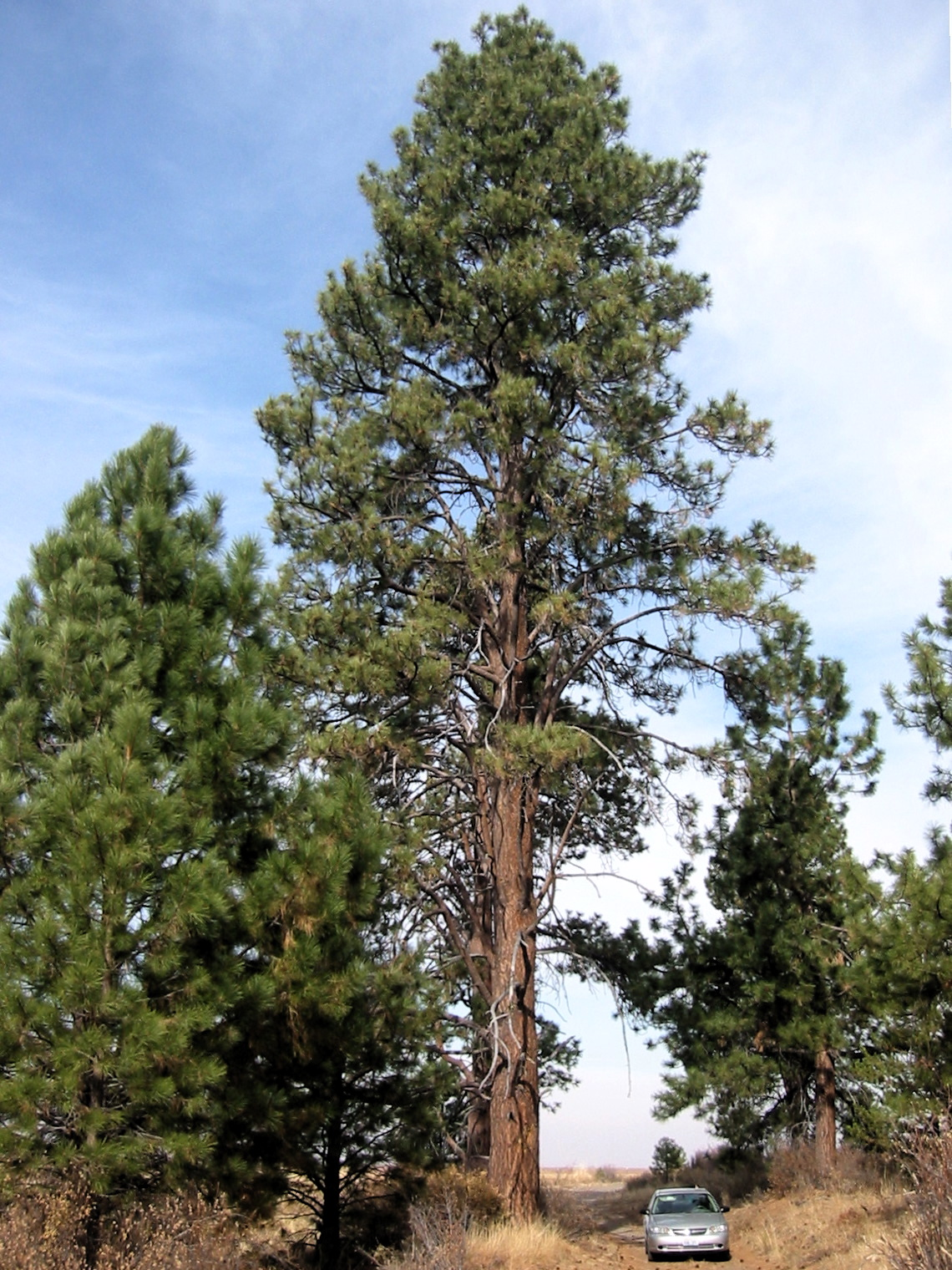
Pinus ponderosa subsp. ponderosa, Klamath Marsh National Wildlife Refuge
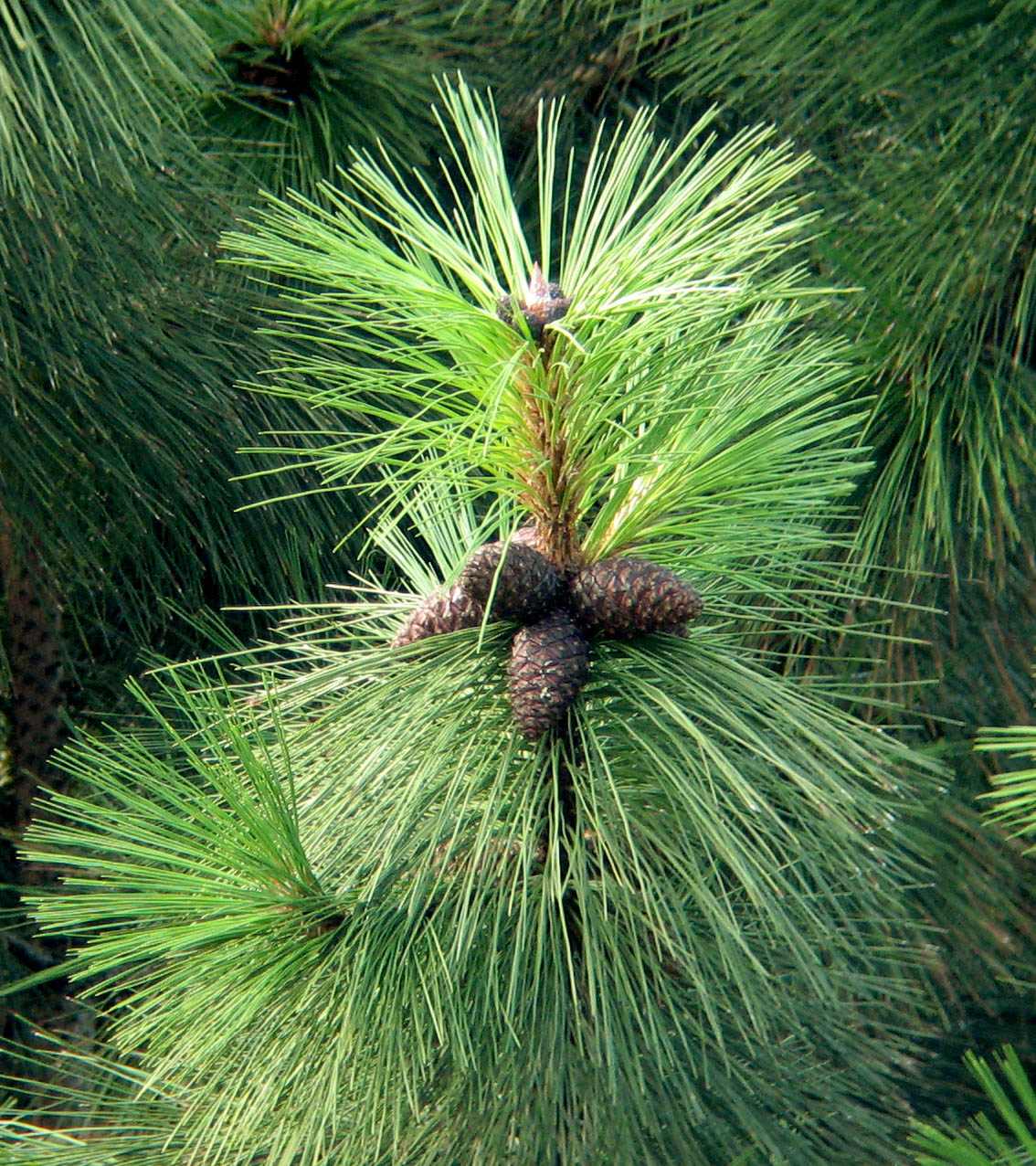
Pinus ponderosa subsp. ponderosa, kultiviert, Newcastle, UK
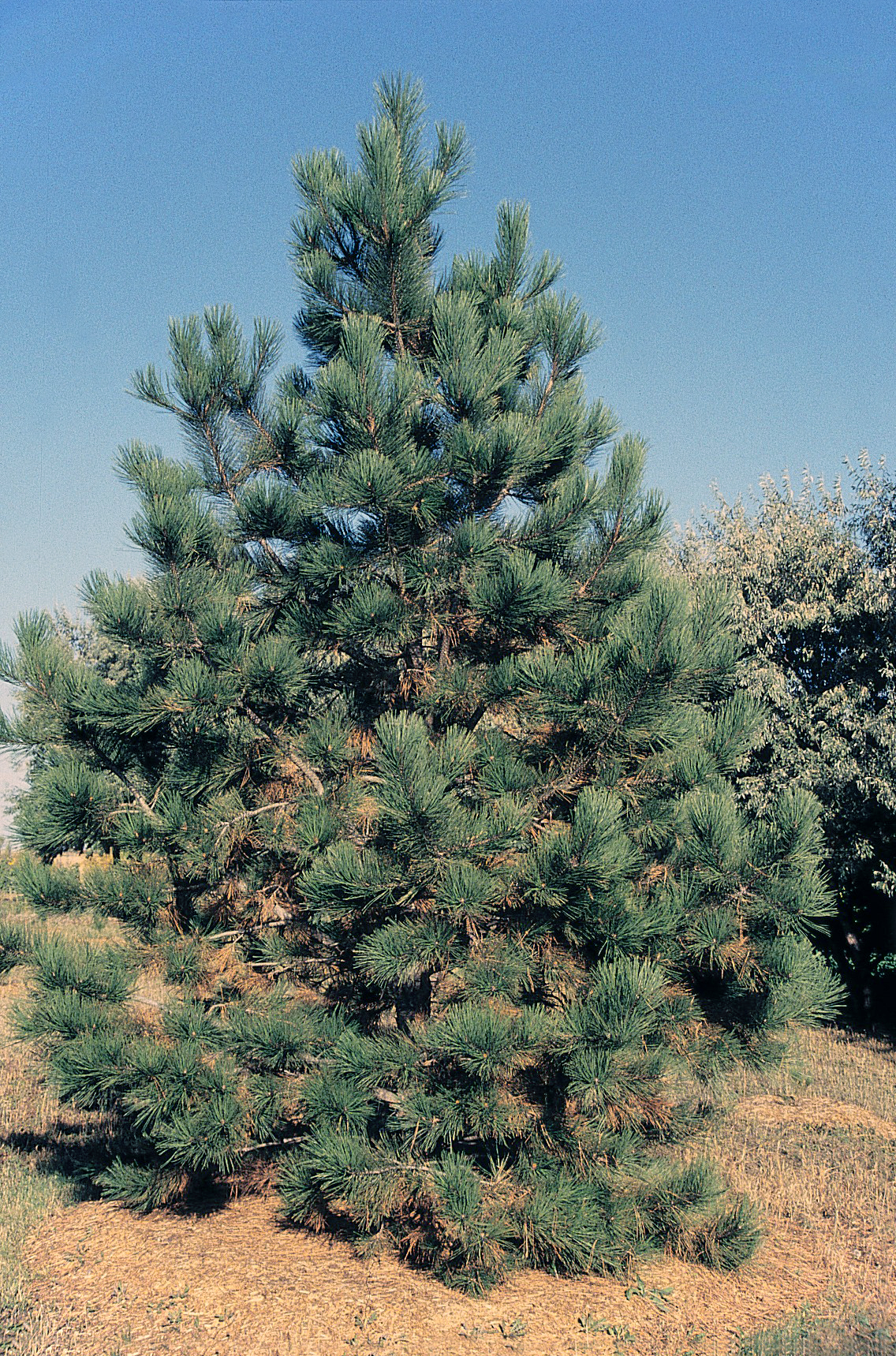
Pinus ponderosa
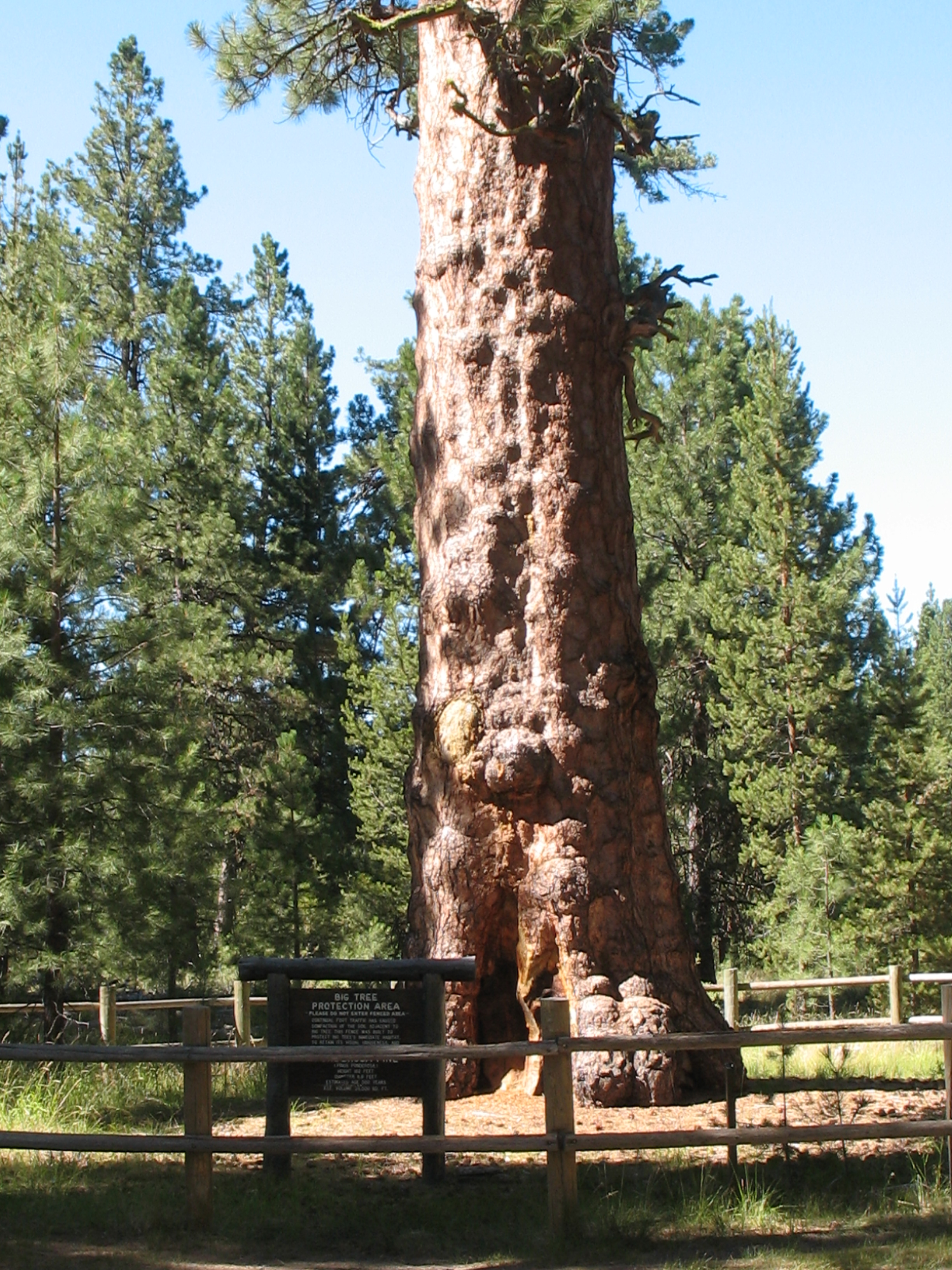
Pinus ponderosa; dieser Baum gilt als höchstes Exemplar dieser Art in Oregon

## Trivia
Der Baum war namensgebend für die Ponderosa-Ranch in der US-Westernserie Bonanza.